# Cambridge Analytica
Cambridge Analytica (CA) war ein 2014 von der britischen SCL Group gegründetes Datenanalyse-Unternehmen, das im Mai 2018 Insolvenz anmeldete. Es hatte seinen Hauptsitz in New York City und sammelte und analysierte in großem Stil Daten über potentielle Wähler mit dem Ziel, durch individuell zugeschnittene Botschaften das Wählerverhalten zu beeinflussen (Mikrotargeting).
Das Unternehmen war anfangs überwiegend in den USA tätig, weil dort die Datenschutzbestimmungen weniger streng sind als in Europa. Es war mit der Muttergesellschaft eng vernetzt; viele der insgesamt etwa 200 Mitarbeiter arbeiteten für beide Unternehmen gleichzeitig, und man nutzte gemeinsame Büros an verschiedenen Standorten. Die Leitung hatte bis zu seiner Suspendierung am 20. März 2018 Alexander Nix inne, einer der früheren Direktoren von SCL.

## Gründung, Finanzierung
Alexander Nix, der Direktor der Abteilung Wahlen der britischen SCL Group (SCL Elections), gewann den amerikanischen Informatiker und Hedgefonds-Milliardär Robert Mercer als Hauptinvestor für eine Tochtergesellschaft in den USA. Mercer hatte sein Vermögen durch Software gemacht, die probabilistische Algorithmen im Hochfrequenzhandel einsetzt. An der Gründung von Cambridge Analytica beteiligt war auch Stephen Bannon, damals Redakteur der ebenfalls Mercer-finanzierten, als rechtspopulistisch bis rechtsradikal eingeordneten Breitbart News. Bannon war mit den Mercers befreundet; sie verfolgten gemeinsam das Ziel, das politische Establishment in der US-Hauptstadt Washington zu entmachten.
2013 starteten sie als Pilotprojekt den Versuch, den Republikaner Ken Cuccinelli mittels Umfragen und gezielten Botschaften („psychographic messaging“) an potentielle Wähler beim Kampf um den Gouverneursposten in Virginia zu unterstützen, wofür Mercer 1,5 Millionen Dollar zur Verfügung stellte. Obwohl Cuccinelli bei der Wahl unterlag, war Mercer anschließend bereit, 15 Millionen Dollar in ein Joint Venture mit der SCL Group zu investieren. Bannon schlug den Namen „Cambridge Analytica“ vor und wurde Vizepräsident. Rebekah Mercer, eine Tochter Robert Mercers, wurde Präsidentin.

## Einflussnahme auf US-Wahlkämpfe

### Datenbeschaffung
Im März 2018 wurde durch den Whistleblower Christopher Wylie bekannt, dass Cambridge Analytica seine Aktivitäten auf Datensätze stützte, die die Muttergesellschaft SCL 2014 von einem Unternehmen namens Global Science Research (GSR) erworben hatte. GSR wurde von Aleksandr Kogan betrieben, einem Psychologen an der Universität Cambridge. Kogan hatte mittels einer App – angeblich zu wissenschaftlichen Zwecken – und mit einem kleinen finanziellen Anreiz Persönlichkeitstests mit amerikanischen Facebooknutzern durchgeführt, deren Teilnehmer am Ende jedes Tests einem Zugriff auf ihre Profile und die ihrer Kontakte zustimmten. So erlangte Kogan mit 320.000 solcher Tests im Schnitt jeweils etwa 160 weitere Datensätze von Facebookprofilen, deren Inhaber davon keine Kenntnis hatten. Die insgesamt über 50 Millionen Datensätze, für deren Erstellung SCL etwa eine Million Dollar zur Verfügung gestellt hatte, bildeten die Grundlage für die Arbeit von Cambridge Analytica in US-Wahlkämpfen.
Wie im April 2018 bekannt wurde, erwarb Kogan (GSR) 2015 außerdem Nutzerdaten von dem Kurznachrichtendienst Twitter. Dabei seien öffentliche Tweets zwischen Dezember 2014 und April 2015 von Kogan stichprobenartig ausgelesen worden.

### Auftragsarbeiten in Wahlkämpfen
Im Jahr 2014 war Cambridge Analytica (CA) laut Nix an 44 US-Wahlkampf-Kandidaturen beteiligt. Einer der frühen Auftraggeber war das John Bolton Super PAC, dessen Ziel es war, militaristische Einstellungen zu fördern. Bekanntheit erlangte das Unternehmen 2015, als es Ted Cruz bei seiner Bewerbung als Präsidentschaftskandidat der republikanischen Partei als ersten bedeutenden Kunden gewinnen konnte. Dabei nimmt CA für sich in Anspruch, Cruz von einem „No-Name“ zu einem weithin bekannten, wählenswerten Kandidaten nach vorn gepuscht zu haben. Tatsächlich beendete Cruz’ Wahlkampfteam die Zusammenarbeit mit CA, als sich herausstellte, dass die erarbeiteten Vorhersagen über das Wahlverhalten bei den Vorwahlen nicht zutrafen. Dass CA überhaupt herangezogen worden war, ging auf das Drängen von Rebekah Mercer zurück, die wie ihr Vater an der Unterstützung der Wahlkampagne von Cruz mit Millionenbeträgen beteiligt und mit dem bisherigen Verlauf sehr unzufrieden war.
Als Cruz im Vorwahlkampf ausschied, setzten die Mercers auf Donald Trump, der zu diesem Zeitpunkt zwar die republikanischen Vorwahlen dominierte, aber weiterhin als Außenseiter bei der Präsidentschaftswahl galt, und richteten das von ihnen zur Unterstützung von Cruz geschaffene Super-PAC darauf aus. Cambridge Analytica wurde wieder eingeschaltet und nahm später für sich in Anspruch, eine „entscheidende Rolle“ beim Zustandekommen des überraschenden Wahlsiegs Trumps gespielt zu haben. Nix behauptete, die Firma habe eine einzigartige Methode zur Erstellung von Persönlichkeitsprofilen nach dem OCEAN-Modell entwickelt und damit Profile von 220 Millionen US-Bürgern erstellt. Kritiker äußerten schon bald Zweifel, ob dieses „Geheimrezept“ („our secret sauce“) überhaupt existiere. Es sei auch fraglich, ob die Anwendung des Modells für Vorhersagen des Wählerverhaltens funktionieren könne. Laut diversen Aussagen damals Beteiligter war CA nur mit relativ unbedeutenden Aufgaben betraut; insbesondere seien keine Persönlichkeitsprofile erstellt worden. Im März 2018 wurde jedoch bekannt, dass CA bereits 2014 über die Facebook-Profile von etwa 50 Millionen US-Bürgern verfügte (siehe oben). Das Trump-Team überwies laut offiziellen Berichten von Juli bis Dezember 2016 insgesamt 5,9 Millionen Dollar an CA.

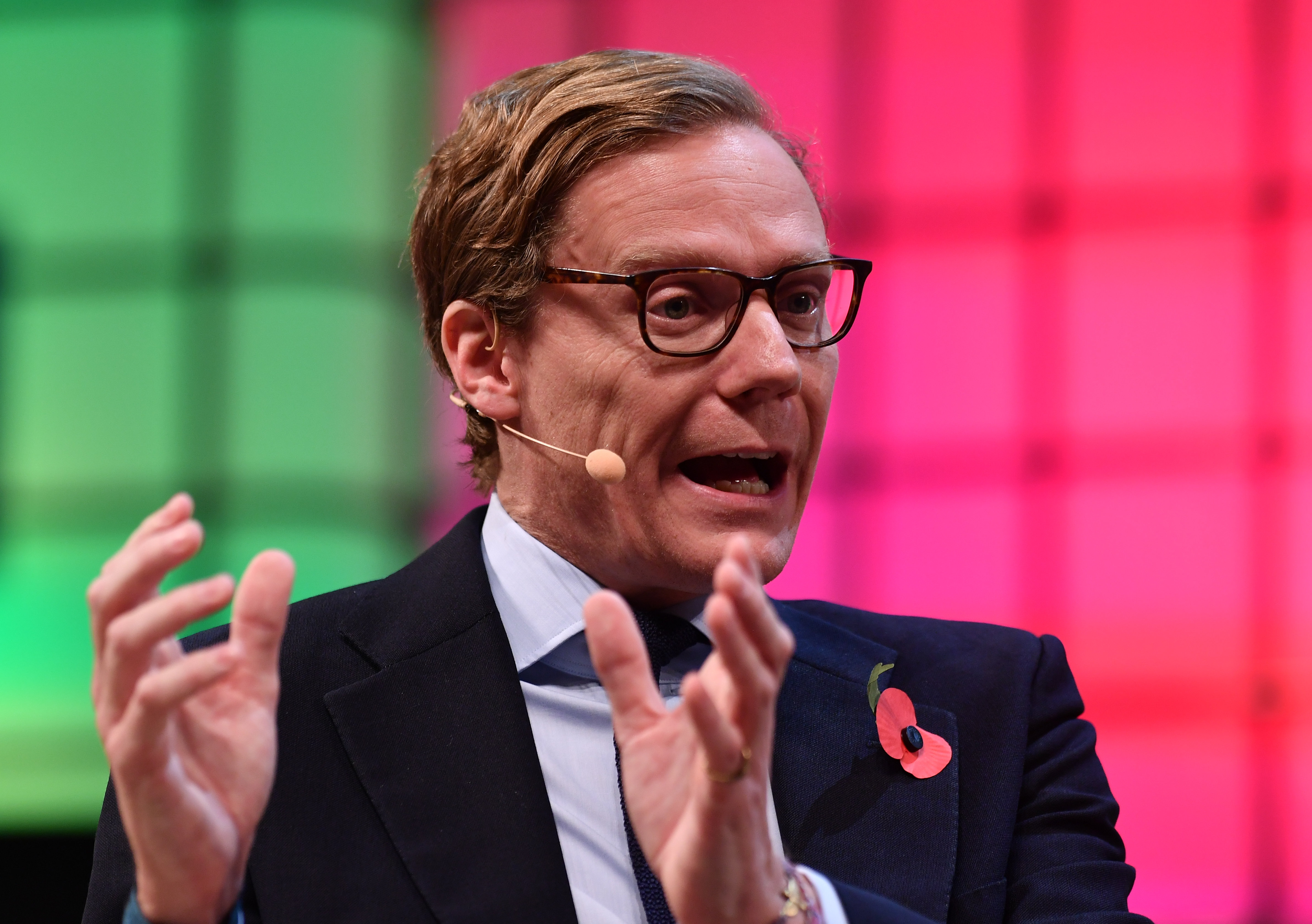
CEO von Cambridge Analytica, Alexander Nix (2017)

Im September 2017 sprach Nix auf einem Innovationstag der Serviceplan-Gruppe in München über die Arbeit von CA für Trump, darunter das Kategorisieren von Persönlichkeiten und die Ansprache mit individuell zugeschnittenen Botschaften im Internet: Man habe gezielt Bundesstaaten identifiziert, die als Hochburgen der Demokratischen Partei galten, aber aus Sicht von CA potenzielle Swing States waren. Als Beispiel nannte er Wisconsin, wo Hillary Clinton im Wahlkampf keinen Auftritt hatte, Trump hingegen aufgrund der CA-Analyse schon, und Trump den Staat überraschend (mit knappem Vorsprung) gewann. Die unerwarteten Siege Trumps in einigen „Swing States“ waren entscheidend für das Gesamtergebnis der US-Präsidentschaftswahl 2016 nach Donald Trumps Präsidentschaftswahlkampf 2015/16 und zogen weltweit eine Diskussion über den Einfluss von „Fake News“ auf Wahlen nach sich.
Im Oktober 2017 wurde bekannt, dass Nix sich während des US-Wahlkampfs im Sommer 2016 mit der Bitte an WikiLeaks gewendet hatte, ihm E-Mails von Hillary Clinton aus ihrer Zeit als Außenministerin zur Verfügung zu stellen, um sie für Trumps Wahlkampf verwenden zu können. Dies geschah zu einer Zeit, als Trump zunehmend Vorwürfe erhob, Clinton habe Tausende Mails von ihrem Server gelöscht. Julian Assange, der Leiter von WikiLeaks, bestätigte die Anfrage und gab an, man habe sie zurückgewiesen.
Siehe auch: Erklärungen für den unerwarteten Wahlsieg Donald Trumps 2016

## Sonstige Aktivitäten
Auch Unterstützer der Brexit-Kampagne in Großbritannien (Leave.eu) nutzten angeblich die Dienste von Cambridge Analytica, was die Firma allerdings dementierte, nachdem die britische Datenschutzbeauftragte eine Untersuchung der Vorgänge eingeleitet hatte. Im Oktober 2017 wurde bekannt, dass der Geheimdienstausschuss des US-Repräsentantenhauses die Rolle von CA im Wahlkampf untersucht. Bezüglich aktueller Aktivitäten gab Nix im März 2017 an, dass die Firma zu diesem Zeitpunkt in vier Kampagnen in Asien, Afrika und Südamerika tätig gewesen sei.

## 2018: Insolvenz
Am 2. Mai 2018 teilte das Unternehmen mit, es habe wie die US-Dachgesellschaft SCL Group Insolvenz beantragt und werde unverzüglich alle Tätigkeiten beenden.

## Emerdata
Bei der von ehemaligen CA-Eigentümern gegründeten Gesellschaft Emerdata, deren Existenz erstmals im März 2018 bekannt wurde, gibt es personell zahlreiche Überschneidungen mit CA. Die Emerdata-Geschäftsadresse ist mit der Londoner Adresse von CA identisch, wo sich jedoch keine eigenen Büroräume befinden. Zu den Mitarbeitenden gehören die Schwestern Rebekah Mercer, Präsidentin von Cambridge Analytica, und Jennifer Mercer, deren Vater Robert Mercer der Hauptinvestor von Cambridge Analytica war.